# Verband alleinerziehender Mütter und Väter
Der Verband alleinerziehender Mütter und Väter e.V. (VAMV) ist eine gemeinnützige Interessenvertretung mit Sitz in Berlin.
Er agiert auf dem Grundsatz der Selbsthilfe, d. h., er bietet Familien, die aus einem Elternteil und Kind/ern bestehen (Einelternfamilien), Hilfe durch Informationen und Beratung an. Der VAMV wirkt darauf hin, die Grundrechte der Gleichheit und des besonderen Schutzes der Familie und das Sozialstaatsprinzip für alleinstehende (auch werdende) Mütter und Väter sowie deren Kinder zu verwirklichen und ihre Lebenssituation zu verbessern.

## Geschichte
Der Verband wurde am 8. Juli 1967 im schwäbischen Herrenberg von Luise Schöffel als „Verband lediger Mütter“ gegründet. In der Bundesrepublik gab es zu diesem Zeitpunkt 564.000 (7 Prozent aller Familien) „Halbfamilien mit Kindern unter 18 Jahren“ (statistische Bezeichnung). 2007 gründete der VAMV zusammen mit sechs Alleinerziehenden-Organisationen aus den Nachbarländern das European Network of Single Parent Families (ENoS).

## Themenschwerpunkte
Schwerpunkte der Verbandsarbeit sind das Familienrecht (Umgangsrecht, Elterliche Sorge, Unterhalt), das Sozialrecht (Arbeitslosigkeit, Regelbedarf, Existenzminimum), das Steuerrecht (Steuerklassen, Ehegattensplitting, Absetzbarkeit von Kinderbetreuungskosten) und Bildung (Kindertagesbetreuung, Ganztagsschulen, Lernmittelfreiheit). Zu diesen Schwerpunkten macht der VAMV Vorschläge für Gesetzesänderungen, schreibt Gutachten für Entscheidungen des Bundesverfassungsgerichts, erstellt Stellungnahmen zu Gesetzesvorlagen, nimmt an Anhörungen im Bundestag teil, führt Kampagnen zu einschlägigen Themen durch (z. B. die Kampagne zur Reduzierung der Mehrwertsteuer auf Produkte für Kinder (2011) oder eine Petition gegen Kinderarmut (2016)) und ist Veranstalter einer großen Jahrestagung. Für Mitglieder bietet der VAMV Fortbildungen und Seminare an, insbesondere zur Verbesserung der politischen Kommunikation und zum Umgang mit den neuen Medien.
Der Bundesverband' nimmt als Lobbyverband Einfluss auf die Gesetzgebung, weist mit seiner Öffentlichkeitsarbeit auf die besondere Situation Alleinerziehender und ihrer Kinder hin und vertritt in Zusammenarbeit mit anderen bundesweiten Organisationen, Institutionen und Verbänden die Interessen von Einelternfamilien. Preise für den VAMV-Bundesverband: Deutscher Jugendhilfepreis 1998, Deutscher Kinderrechtepreis 2002, Internetportal des VAMV ist "Ausgewählter Ort 2011" beim Wettbewerb "365 Orte im Land der Ideen".
Bundesvorsitzende des VAMV seit 1967
- Luise Schöffel: 1967 bis 1976 (* 1914; † 1997), Lehrerin, Herrenberg, Baden-Württemberg
- Ursula Beutel: 1976 bis 1977 (* 1912; † 1995),[3] Lehrerin, Frankfurt am Main, Hessen
- Sophie Behr: 1977 bis 1981 (* 1935; † 2015), Journalistin, Bayern/Berlin
- Helga Lewandowsky: 1981 bis 1987 (* 1930; † 2025), Fachlehrerin, MdL, Niedersachsen
- Ebba Zimmermann: 1987 bis 1990 (* 1940), Verwaltungsangestellte, Hamburg
- Helgard Ulshoefer: 1990 bis 1995 (* 1940; † 2021), Soziologin, Berlin
- Carola Schewe: 1995 bis 2001 (* 1955), Journalistin, Aachen, Nordrhein-Westfalen
- Edith Schwab: 2001 bis 2015 (* 1949), Rechtsanwältin, Speyer, Rheinland-Pfalz
- Solveig Schuster: 2015 bis 2017 (* 1970), Journalistin, Berlin
- Erika Biehn: 2017 bis 2019 (* 1951), Dipl. Sozialarbeiterin, Lippstadt, Nordrhein-Westfalen
- Daniela Jaspers: 2019 bis heute (* 1965), Sozialpädagogin, Berlin

Die Landesverbände halten in 12 Bundesländern Kontakt zu Ministerien, Organisationen, Institutionen und Parteien ihres Bundeslandes und nehmen speziell auf die Landesgesetzgebung Einfluss. Sie fördern und unterstützen den Aufbau von Ortsverbänden und Kontaktstellen.
200 Regionale Ortsverbände und Kontaktstellen dienen Alleinerziehenden zum Erfahrungsaustausch und der gegenseitigen Hilfe und Unterstützung. Das Angebot der Ortsverbände und regionalen Kontaktstellen richtet sich nach den jeweiligen Wünschen und Bedürfnissen seiner Mitglieder vor Ort. Es reicht von Gesprächskreisen über Informations- und Beratungsangebote bis hin zu politischen Aktionen, um auf örtliche Missstände – wie familien- und kinderfeindlichen Wohnungsbau und mangelnde Kinderbetreuungsmöglichkeiten – aufmerksam zu machen. Die Ortsverbände führen Projekte durch – meist zu Kinderbetreuung und zur Integration von Alleinerziehenden in den Arbeitsmarkt.

## Publikationen
- Lehren aus der Corona-Krise: Bessere Politik für Alleinerziehende! (Dokumentation zur jährlichen Fachtagung 2021)
- Eine Kindergrundsicherung für Alleinerziehende – die Schnittstelle zum Unterhaltsrecht ausgestalten (Dokumentation zur jährlichen Fachtagung 2020)
- Handreichung für die Beratung – Leistungen für Alleinerziehende mit kleinen Einkommen, 2020
- Informationen für Alleinerziehende – Wenn das Einkommen nicht reicht – Ihre Ansprüche, 2020
- Wechselmodell und erweiterter Umgang als Betreuungsoptionen – kindgerecht auswählen und Unterhalt fair ausgestalten (Dokumentation zur jährlichen Fachtagung 2019)
- Alleinerziehend – Tipps und Informationen (Taschenbuch 2021 in der 24. Auflage)
- Wirksamkeit und Nutzen flexibler ergänzender Kinderbetreuung – Modellprojekt zu ergänzender Kinderbetreuung, Notfallbetreuung und Beratung von Einelternfamilien in Deutschland, 2018
- Allein erziehend – Tipps und Informationen in arabischer Sprache, (Taschenbuch 2018)
- Betreuungslücken schließen – Chancen und Möglichkeiten ergänzender Kinderbetreuung (Dokumentation zur jährlichen Fachtagung 2018)
- Alleinerziehend früher, heute und morgen, Erfolge, Herausforderungen und Handlungsbedarfe (Dokumentation zur jährlichen Fachtagung 2017)
- Chronik – 50 Jahre Verband alleinerziehender Mütter und Väter, 2017
- Elternvereinbarung – Gemeinsam Sorgeverantwortung übernehmen (Vereinbarung für getrennte Eltern), 2016
- Wegweiser für den Umgang nach Trennung und Scheidung (2015 in der 12. vollständig überarbeiteten Auflage)
- Informationen für Einelternfamilien, Verbandszeitschrift (2-mal im Jahr)
- Alterssicherung in Einelternfamilien (Dokumentation zur jährlichen Fachtagung, 2015)
- Frühe Bildung für kleine Köpfe: Qualität in Kitas im Spannungsverhältnis zwischen Bildung für Kinder und besserer Vereinbarkeit (Dokumentation zur jährlichen Fachtagung, 2014)
- Handreichung für die Beratung – Neuregelung des sorgerechts nicht miteinander verheirateter Eltern, 2013
- Allein erziehend – Tipps und Informationen in türkischer Sprache, (Taschenbuch 2013)
- Ohne Alternative – arm, ärmer, alleinerziehend?" Familienarmut im Lebensverlauf (Dokumentation zur jährlichen Fachtagung, 2013)
- Gemeinsame Sorge – geteilte Verantwortung? Rechte und Pflichten in der Alltagspraxis unterschiedlicher Familienformen (Dokumentation zur jährlichen Fachtagung, 2012)
- Das Kind beteiligen – aber wie? Subjektstellung, Kindeswohl und Elternverantwortung (Dokumentation zur jährlichen Fachtagung, 2011)
- ABC der Kinderarmut (2010)
- Positionspapier. Fall(en)management – Alleinerziehende im SGB II (2010)
- Klimawandel für Alleinerziehende – Einelternfamilien als Seismografen für soziale Gerechtigkeit (Dokumentation zur jährlichen  Fachtagung, 2010)
- Leitfaden zum neuen FamFG (1. September 2009)[4]